# Edward Glover (psicoanalista)
Edward Glover (Lesmahagow, Escocia, Reino Unido, 13 de enero de 1888 - 16 de agosto de 1972) fue un médico y psicoanalista británico, pionero del psicoanálisis y, junto a Ernest Jones, uno de los más influyentes clínicos de la Sociedad Psicoanalítica Británica.

## Biografía
Nació en la pequeña localidad rural de Lesmahagow, perteneciente a Lanarkshire y a unos 40 kilómetros de Glasgow. Creció en una familia conformada por el padre, maestro y director de escuela, la madre, miembro de una antigua familia de granjeros y tres hermanos, entre los cuales Edward fue el menor. A los 16 años comenzó sus estudios de medicina en la Universidad de Glasgow, donde se graduó en 1909, obteniendo finalmente la licencia para ejercer como médico en 1915. Su hermano mayor, James Glover, fue el primero en interesarse por el psicoanálisis y, al igual que más tarde Edward, fue psicoanalizado por Karl Abraham. Edward Glover realizó su formación como psicoanalista en el Instituto Psicoanalítico de Berlín en 1921, un año después de que falleciera su primera esposa. Por más de una década fue director del comité de formación de la Sociedad Psicoanalítica Británica y luego secretario del Comité de Formación de la Asociación Psicoanalítica Internacional entre 1934 y 1944.

## Aporte teórico
Se le reconoce principalmente por las contribuciones a la técnica del análisis, como por ejemplo sus elaboraciones en torno al concepto de resistencia y también por la descripción del funcionamiento psíquico del lactante y su repertorio conductual, los que Glover relacionó con los «reflejos afectivos» introduciendo el concepto de «núcleo del yo».  También describió el mecanismo de la sexualización de la angustia en la perversión.

## Controversias
Inicialmente se entusiasmó con las ideas kleinianas, pero más adelante, siendo analista de su hija, Melitta Schmideberg, las criticó fuertemente, calificando en 1933 la explicación de Klein sobre las psicosis de «especulación estéril» y a ella misma de «cismática» y «desviacionista». Con su crítica, sin embargo, no se posicionó al lado de Anna Freud en la histórica controversia, a quien criticó con igual fuerza por su inmovilismo e incapacidad de encabezar al «verdadero» movimiento psicoanalítico. 
Renunció a la Sociedad Psicoanalítica Británica en 1944, pero continuó siendo miembro y secretario de la IPA. Desde esa posición criticó fuertemente la utilización de los tests de aptitudes de John Rickman para la selección de analistas didácticos, sistema que consideró inaplicable en tiempos de paz y que podría «llevar en sí los gérmenes del nazismo», asunto en el que no se equivocó, puesto que gracias a  este test, el exnazi y colaborador del régimen Werner Kemper calificó para desempeñarse como psicoanalista didáctico, luego de que Rickman escribiese un elogioso informe de resultados sobre él.